# Amiwm
AMIga Window Manager (amiwm) — стековый оконный менеджер X Window System.
Amiwm был написан Маркусом Комстетом. "Цель amiwm - привнести радость в жизнь фанатов Amiga вроде меня, использующих UNIX на рабочих станциях".
Amiwm эмулирует экран Amiga Workbench. Автор указал, что намерен идти в ногу со всеми изменениями интерфейса Amiga в будущем.
В 2000 году, TuxRadar назвал Amiwm одним из лучших оконных менеджеров в году.

## Возможности
Возможности amiwm включают:
- Поддержку иконок запущенных задач;
- Рамки окон;
- Заголовки окон;
- Кнопки в заголовке для сворачивания, разворачивания и закрытия окна;
- Иконки рабочего стола.